# Cincinnati Open 2010 - Qualificazioni singolare femminile
Le qualificazioni del singolare femminile del Cincinnati Open 2010 sono state un torneo di tennis preliminare per accedere alla fase finale della manifestazione. I vincitori dell'ultimo turno sono entrati di diritto nel tabellone principale. In caso di ritiro di uno o più giocatori aventi diritto a questi sono subentrati i lucky loser, ossia i giocatori che hanno perso nell'ultimo turno ma che avevano una classifica più alta rispetto agli altri partecipanti che avevano comunque perso nel turno finale.
Le qualificazioni del torneo prevedevano 48 partecipanti di cui 12 sono entrati nel tabellone principale.

## Teste di serie
1. Kaia Kanepi (primo turno)
2. Assente
3. Elena Baltacha (primo turno)
4. Kimiko Date-Krumm (Qualificata)
5. Sorana Cîrstea (Qualificata)
6. Ekaterina Makarova (ultimo turno)
7. Anastasija Rodionova (Qualificata)
8. Vera Duševina (Qualificata)
9. Yung-Jan Chan (ultimo turno)
10. Vania King (Qualificata)
11. Ayumi Morita (Qualificata)
12. Chanelle Scheepers (ultimo turno)

1. Lucie Hradecká (primo turno)
2. Alla Kudrjavceva (Qualificata)
3. Simona Halep (ultimo turno)
4. Bojana Jovanovski (Qualificata)
5. Michaëlla Krajicek (primo turno)
6. Jill Craybas (ultimo turno)
7. Kurumi Nara (ultimo turno)
8. Monica Niculescu (Qualificata)
9. Gréta Arn (Qualificata)
10. Varvara Lepchenko (ultimo turno)
11. Julie Coin (ultimo turno)
12. Shenay Perry (primo turno)
13. Akgul Amanmuradova (Qualificata)

## Qualificati
1. Nuria Llagostera Vives
2. Akgul Amanmuradova
3. Bojana Jovanovski
4. Kimiko Date-Krumm
5. Sorana Cîrstea
6. Alla Kudrjavceva

1. Anastasija Rodionova
2. Vera Duševina
3. Monica Niculescu
4. Vania King
5. Ayumi Morita
6. Gréta Arn

## Tabellone

### Legenda
| - Q = Qualificato - WC = Wild card - LL = Lucky loser | - ALT = Alternate - SE = Special Exempt - PR = Protected Ranking | - w/o = Walkover - r = Ritirato - d = Squalificato |

### Sezione 1
|  | Primo turno | Primo turno            | Primo turno            | Primo turno | Primo turno |  |  | Ultimo turno           | Ultimo turno           | Ultimo turno | Ultimo turno | Ultimo turno |  |
|  |             |                        |                        |             |             |  |  |                        |                        |              |              |              |  |
|  |             | Hsieh Su-wei           | 6                      | 1           | 6           |  |  |                        |                        |              |              |              |  |
|  | 1           | Kaia Kanepi            | 4                      | 6           | 2           |  |  | Hsieh Su-wei           | Hsieh Su-wei           | 7            | 68           | 2            |  |
|  |             | Nuria Llagostera Vives | Nuria Llagostera Vives | 6           | 6           |  |  | Nuria Llagostera Vives | Nuria Llagostera Vives | 63           | 7            | 6            |  |
|  | 24          | Shenay Perry           | Shenay Perry           | 2           | 2           |  |  |                        |                        |              |              |              |  |

### Sezione 2
|  | Primo turno | Primo turno        | Primo turno        | Primo turno | Primo turno |  |  | Ultimo turno | Ultimo turno       | Ultimo turno       | Ultimo turno | Ultimo turno |  |
|  |             |                    |                    |             |             |  |  |              |                    |                    |              |              |  |
|  | 25          | Akgul Amanmuradova | Akgul Amanmuradova | 6           | 6           |  |  |              |                    |                    |              |              |  |
|  |             | Anna Tatišvili     | Anna Tatišvili     | 4           | 2           |  |  | 25           | Akgul Amanmuradova | Akgul Amanmuradova | 7            | 6            |  |
|  | 22          | Varvara Lepchenko  | 6                  | 1           | 6           |  |  | 22           | Varvara Lepchenko  | Varvara Lepchenko  | 62           | 4            |  |
|  |             | Madison Brengle    | 2                  | 6           | 3           |  |  |              |                    |                    |              |              |  |

### Sezione 3
|  | Primo turno | Primo turno       | Primo turno | Primo turno | Primo turno |  |  | Ultimo turno | Ultimo turno      | Ultimo turno      | Ultimo turno | Ultimo turno |  |
|  |             |                   |             |             |             |  |  |              |                   |                   |              |              |  |
|  |             | Julie Ditty       | 4           | 6           | 7           |  |  |              |                   |                   |              |              |  |
|  | 3           | Elena Baltacha    | 6           | 3           | 65          |  |  |              | Julie Ditty       | Julie Ditty       | 3            | 3            |  |
|  | 16          | Bojana Jovanovski | 7           | 4           | 6           |  |  | 16           | Bojana Jovanovski | Bojana Jovanovski | 6            | 6            |  |
|  |             | Sania Mirza       | 5           | 6           | 3           |  |  |              |                   |                   |              |              |  |

### Sezione 4
|  | Primo turno | Primo turno       | Primo turno       | Primo turno | Primo turno |  |  | Ultimo turno | Ultimo turno      | Ultimo turno      | Ultimo turno | Ultimo turno |  |
|  |             |                   |                   |             |             |  |  |              |                   |                   |              |              |  |
|  | 4           | Kimiko Date-Krumm | Kimiko Date-Krumm | 6           | 7           |  |  |              |                   |                   |              |              |  |
|  |             | Cara Black        | Cara Black        | 3           | 63          |  |  | 4            | Kimiko Date-Krumm | Kimiko Date-Krumm | 7            | 6            |  |
|  | 18          | Jill Craybas      | Jill Craybas      | 6           | 6           |  |  | 18           | Jill Craybas      | Jill Craybas      | 65           | 3            |  |
|  |             | Tetjana Lužans'ka | Tetjana Lužans'ka | 4           | 3           |  |  |              |                   |                   |              |              |  |

### Sezione 5
|  | Primo turno | Primo turno     | Primo turno     | Primo turno | Primo turno |  |  | Ultimo turno | Ultimo turno   | Ultimo turno   | Ultimo turno | Ultimo turno |  |
|  |             |                 |                 |             |             |  |  |              |                |                |              |              |  |
|  | 5           | Sorana Cîrstea  | Sorana Cîrstea  | 6           | 6           |  |  |              |                |                |              |              |  |
|  |             | Danielle Mills  | Danielle Mills  | 3           | 2           |  |  | 5            | Sorana Cîrstea | Sorana Cîrstea | 6            | 6            |  |
|  | 15          | Simona Halep    | Simona Halep    | 6           | 6           |  |  | 15           | Simona Halep   | Simona Halep   | 2            | 4            |  |
|  |             | Līga Dekmeijere | Līga Dekmeijere | 4           | 1           |  |  |              |                |                |              |              |  |

### Sezione 6
|  | Primo turno | Primo turno         | Primo turno         | Primo turno | Primo turno |  |  | Ultimo turno | Ultimo turno       | Ultimo turno       | Ultimo turno | Ultimo turno |  |
|  |             |                     |                     |             |             |  |  |              |                    |                    |              |              |  |
|  | 6           | Ekaterina Makarova  | Ekaterina Makarova  | 6           | 6           |  |  |              |                    |                    |              |              |  |
|  |             | Alexandra Stevenson | Alexandra Stevenson | 4           | 2           |  |  | 6            | Ekaterina Makarova | Ekaterina Makarova | 3            | 3            |  |
|  | 14          | Alla Kudrjavceva    | Alla Kudrjavceva    | 7           | 6           |  |  | 14           | Alla Kudrjavceva   | Alla Kudrjavceva   | 6            | 6            |  |
|  |             | Carly Gullickson    | Carly Gullickson    | 5           | 4           |  |  |              |                    |                    |              |              |  |

### Sezione 7
|  | Primo turno | Primo turno          | Primo turno          | Primo turno | Primo turno |  |  | Ultimo turno | Ultimo turno         | Ultimo turno         | Ultimo turno | Ultimo turno |  |
|  |             |                      |                      |             |             |  |  |              |                      |                      |              |              |  |
|  | 7           | Anastasija Rodionova | Anastasija Rodionova | 6           | 6           |  |  |              |                      |                      |              |              |  |
|  |             | Tamira Paszek        | Tamira Paszek        | 3           | 4           |  |  | 7            | Anastasija Rodionova | Anastasija Rodionova | 6            | 6            |  |
|  | 23          | Julie Coin           | Julie Coin           | 7           | 7           |  |  | 23           | Julie Coin           | Julie Coin           | 1            | 3            |  |
|  |             | Ol'ga Savčuk         | Ol'ga Savčuk         | 5           | 64          |  |  |              |                      |                      |              |              |  |

### Sezione 8
|  | Primo turno | Primo turno        | Primo turno        | Primo turno | Primo turno |  |  | Ultimo turno | Ultimo turno       | Ultimo turno       | Ultimo turno | Ultimo turno |  |
|  |             |                    |                    |             |             |  |  |              |                    |                    |              |              |  |
|  | 8           | Vera Duševina      | Vera Duševina      | 7           | 6           |  |  |              |                    |                    |              |              |  |
|  |             | Natalie Grandin    | Natalie Grandin    | 62          | 1           |  |  | 8            | Vera Duševina      | Vera Duševina      | 7            | 6            |  |
|  |             | Michaëlla Krajicek | Michaëlla Krajicek | 6           | 7           |  |  |              | Michaëlla Krajicek | Michaëlla Krajicek | 6(1)         | 3            |  |
|  | 17          | Edina Gallovits    | Edina Gallovits    | 0           | 5           |  |  |              |                    |                    |              |              |  |

### Sezione 9
|  | Primo turno | Primo turno          | Primo turno          | Primo turno | Primo turno |  |  | Ultimo turno | Ultimo turno     | Ultimo turno     | Ultimo turno | Ultimo turno |  |
|  |             |                      |                      |             |             |  |  |              |                  |                  |              |              |  |
|  | 9           | Yung-Jan Chan        | Yung-Jan Chan        | 6           | 7           |  |  |              |                  |                  |              |              |  |
|  |             | Ashley Harkleroad    | Ashley Harkleroad    | 2           | 64          |  |  | 9            | Yung-Jan Chan    | Yung-Jan Chan    | 0            | 0r           |  |
|  | 20          | Monica Niculescu     | Monica Niculescu     | 6           | 6           |  |  | 20           | Monica Niculescu | Monica Niculescu | 6            | 0            |  |
|  |             | Mariana Duque-Marino | Mariana Duque-Marino | 2           | 3           |  |  |              |                  |                  |              |              |  |

### Sezione 10
|  | Primo turno | Primo turno       | Primo turno       | Primo turno | Primo turno |  |  | Ultimo turno | Ultimo turno | Ultimo turno | Ultimo turno | Ultimo turno |  |
|  |             |                   |                   |             |             |  |  |              |              |              |              |              |  |
|  | 10          | Vania King        | Vania King        | 7           | 6           |  |  |              |              |              |              |              |  |
|  |             | Alison Riske      | Alison Riske      | 6           | 2           |  |  | 10           | Vania King   | Vania King   | 6            | 6            |  |
|  | 19          | Kurumi Nara       | Kurumi Nara       | 6           | 6           |  |  | 19           | Kurumi Nara  | Kurumi Nara  | 1            | 2            |  |
|  |             | Urszula Radwańska | Urszula Radwańska | 2           | 2           |  |  |              |              |              |              |              |  |

### Sezione 11
|  | Primo turno | Primo turno       | Primo turno       | Primo turno | Primo turno |  |  | Ultimo turno | Ultimo turno   | Ultimo turno   | Ultimo turno | Ultimo turno |  |
|  |             |                   |                   |             |             |  |  |              |                |                |              |              |  |
|  | 11          | Ayumi Morita      | Ayumi Morita      | 6           | 6           |  |  |              |                |                |              |              |  |
|  |             | Sesil Karatančeva | Sesil Karatančeva | 4           | 4           |  |  | 11           | Ayumi Morita   | Ayumi Morita   | 6            | 6            |  |
|  |             | Lucie Hradecká    | Lucie Hradecká    | 7           | 6           |  |  |              | Lucie Hradecká | Lucie Hradecká | 4            | 0            |  |
|  | 13          | Karolina Šprem    | Karolina Šprem    | 5           | 1           |  |  |              |                |                |              |              |  |

### Sezione 12
|  | Primo turno | Primo turno        | Primo turno        | Primo turno | Primo turno |  |  | Ultimo turno | Ultimo turno       | Ultimo turno       | Ultimo turno | Ultimo turno |  |
|  |             |                    |                    |             |             |  |  |              |                    |                    |              |              |  |
|  | 12          | Chanelle Scheepers | Chanelle Scheepers | 6           | 7           |  |  |              |                    |                    |              |              |  |
|  |             | Julia Boserup      | Julia Boserup      | 2           | 5           |  |  | 12           | Chanelle Scheepers | Chanelle Scheepers | 3            | 4            |  |
|  | 21          | Gréta Arn          | Gréta Arn          | 7           | 6           |  |  | 21           | Gréta Arn          | Gréta Arn          | 6            | 6            |  |
|  |             | Chelsey Gullickson | Chelsey Gullickson | 6(1)        | 3           |  |  |              |                    |                    |              |              |  |